# Kryptosystem progowy
Kryptosystem progowy – kryptosystem, w którym do odszyfrowania zaszyfrowanej wiadomości wymagana jest współpraca pewnej liczby stron.
Może opierać się na kryptografii klucza publicznego, z tym że klucz prywatny jest dzielony pomiędzy uczestników.
Oznaczmy liczbę uczestników przez {\displaystyle n.} Wtedy kryptosystem progowy jest nazywany kryptosystemem (t, n)-progowym, jeśli skuteczne odszyfrowanie wiadomości wymaga współpracy przynajmniej t uczestników, natomiast mniejsza ich liczba nie pozwala na uzyskanie żadnych użytecznych informacji.